# Julien Gauthier
Julien Gauthier (né le 15 octobre 1997 à Pointe-aux-Trembles dans la province de Québec au Canada) est un joueur canadien de hockey sur glace. Il évolue au poste d'ailier droit. 

## Biographie
Gauthier est sélectionné au 1er tour, 6e choix au total, par les Foreurs de Val-d'Or lors du repêchage de la LHJMQ 2013. 
Éligible au repêchage d'entrée dans la LNH 2016, il est choisi au 21e rang au total par les Hurricanes de la Caroline. Le 9 juillet 2016, il signe son premier contrat professionnel d'une durée de 3 ans avec les Hurricanes. 
En 2016-2017, lors de sa 4e saison avec les Foreurs, il récolte 27 points en 23 matchs avant d'être échangé aux Sea Dogs de Saint-Jean en retour de choix futurs et de l'attaquant Nathan Cyr-Trottier, le 6 janvier 2017.
Le 18 février 2020, il est échangé aux Rangers de New York en retour du défenseur Joey Keane. Il passe par la suite aux Sénateurs d'Ottawa en retour de Tyler Motte le 19 février 2023. Il termine la saison en récoltant 5 points dont 3 buts en 17 matchs avec les Sénateurs.
Pour la saison 2023-2024, Gauthier fait un retour à New York mais cette fois, avec les Islanders. Ceux-ci s’entendent sur les termes d’un contrat de deux saisons qui rapportera 775 000 $ annuellement à l'ailier droit.

## Personnel
Il est le neveu de l'ancien joueur Denis Gauthier.

## Statistiques

### En club
| Saison     | Équipe                    | Ligue      |     | Saison régulière | Saison régulière | Saison régulière | Saison régulière | Saison régulière |    | Séries éliminatoires | Séries éliminatoires | Séries éliminatoires | Séries éliminatoires | Séries éliminatoires |
| Saison     | Équipe                    | Ligue      | PJ  | B                | A                | Pts              | Pun              | PJ               | B  | A                    | Pts                  | Pun                  |                      |                      |
| 2013-2014  | Foreurs de Val-d'Or       | LHJMQ      | 62  | 8                | 21               | 29               | 19               | 24               | 0  | 7                    | 7                    | 2                    |                      |                      |
| 2014-2015  | Foreurs de Val-d'Or       | LHJMQ      | 68  | 38               | 35               | 73               | 46               | 17               | 5  | 5                    | 10                   | 6                    |                      |                      |
| 2015-2016  | Foreurs de Val-d'Or       | LHJMQ      | 54  | 41               | 16               | 57               | 24               | 6                | 2  | 3                    | 5                    | 8                    |                      |                      |
| 2016-2017  | Foreurs de Val-d'Or       | LHJMQ      | 23  | 7                | 20               | 27               | 22               | -                | -  | -                    | -                    | -                    |                      |                      |
| 2016-2017  | Sea Dogs de Saint-Jean    | LHJMQ      | 20  | 10               | 14               | 24               | 18               | 16               | 11 | 6                    | 17                   | 13                   |                      |                      |
| 2017-2018  | Checkers de Charlotte     | LAH        | 65  | 16               | 9                | 25               | 24               | 8                | 1  | 1                    | 2                    | 2                    |                      |                      |
| 2018-2019  | Checkers de Charlotte     | LAH        | 75  | 27               | 14               | 41               | 57               | 17               | 5  | 3                    | 8                    | 10                   |                      |                      |
| 2019-2020  | Hurricanes de la Caroline | LNH        | 5   | 0                | 1                | 1                | 6                | -                | -  | -                    | -                    | -                    |                      |                      |
| 2019-2020  | Checkers de Charlotte     | LAH        | 44  | 26               | 11               | 37               | 34               | -                | -  | -                    | -                    | -                    |                      |                      |
| 2019-2020  | Rangers de New York       | LNH        | 12  | 0                | 2                | 2                | 2                | 3                | 0  | 0                    | 0                    | 0                    |                      |                      |
| 2020-2021  | Rangers de New York       | LNH        | 30  | 2                | 6                | 8                | 14               | -                | -  | -                    | -                    | -                    |                      |                      |
| 2021-2022  | Rangers de New York       | LNH        | 49  | 3                | 4                | 7                | 8                | -                | -  | -                    | -                    | -                    |                      |                      |
| 2022-2023  | Rangers de New York       | LNH        | 40  | 6                | 3                | 9                | 4                | -                | -  | -                    | -                    | -                    |                      |                      |
| 2022-2023  | Wolf Pack de Hartford     | LAH        | 4   | 2                | 0                | 2                | 2                | -                | -  | -                    | -                    | -                    |                      |                      |
| 2022-2023  | Sénateurs d'Ottawa        | LNH        | 17  | 3                | 2                | 5                | 2                | -                | -  | -                    | -                    | -                    |                      |                      |
| 2023-2024  | Islanders de Bridgeport   | LAH        | 17  | 7                | 3                | 10               | 2                | -                | -  | -                    | -                    | -                    |                      |                      |
| 2023-2024  | Islanders de New York     | LNH        | 27  | 5                | 4                | 9                | 8                | -                | -  | -                    | -                    | -                    |                      |                      |
| Totaux LNH | Totaux LNH                | Totaux LNH | 180 | 19               | 22               | 41               | 44               | 3                | 0  | 0                    | 0                    | 0                    |                      |                      |

### En équipe nationale
| Année | Compétition                 |   | PJ | B | A | Pts | Pun               |  | Résultat |
| 2014  | Défi mondial -17 ans        | 6 | 0  | 0 | 0 | 4   | 4e place          |  |          |
| 2016  | Championnat du monde junior | 5 | 0  | 2 | 2 | 0   | 6e place          |  |          |
| 2017  | Championnat du monde junior | 7 | 5  | 2 | 7 | 2   | Médaille d'argent |  |          |

## Trophées et honneurs personnels

### Ligue américaine de hockey
- 2018-2019 : remporte la Coupe Calder avec les Checkers de Charlotte